# کانینا (ناحیه میلنیک)
کانینا (به چکی: Kanina) یک منطقهٔ مسکونی در جمهوری چک است که در ناحیه میلنیک واقع شده‌است. کانینا ۵٫۲۸ کیلومتر مربع مساحت و ۵۰ نفر جمعیت دارد و ۳۴۲ متر بالاتر از سطح دریا واقع شده‌است.